# 忠清道
忠清道（チュンチョンド、ちゅうせいどう（または『ちゅうしんどう』））は、李氏朝鮮の行政区画（朝鮮八道）の一つ。別名を湖西（ホソ/호서）という。
現在の韓国の忠清北道･忠清南道･大田広域市･世宗特別自治市一帯の地域にあたる。

## 概説
北を京畿道に東を江原道と慶尚道に南を全羅道に接する。西は黄海（朝鮮名：西海（ソヘ））に面している。古くは百済に属す地で忠清道の人は一般的に穏和と言われている。
首都圏に隣接し、日本の静岡県と山梨県を合わせた地域と似た立ち位置である。
この地域の都市、忠州と清州の地名を取って忠清道と名付けられており、統一新羅時代に中原と西原の小京が設置された地でもある。道の中心は忠州に置かれた。
高麗時代の楊広道であり、995年忠原道として設置された。1105年楊広忠清州道と改称され、1171年楊広と忠清の二道に分割されたが、1314年再び、楊広忠清州道に戻し、楊広道と改称した。
太祖4年1395年 楊広道から忠清道に改称し、忠清道から楊州（現 : 京畿道楊州郡）、広州（現 : 京畿道広州市）を京畿道に編入させた。また太宗13年1413年）には、忠清道から京畿道に驪興、安城、陰竹、陽城、陽智を編入させ、慶尚道から忠清道に沃川・黄澗・永同・青山を編入させ、現在に近い形になる。
1896年8月4日の高宗の勅令で、忠清北道と忠清南道に分割された。
錦山郡はこの時に全羅北道に編入されたが、1963年に忠清南道に変更されている。
日本のメディアでの「韓国中部」もおおむね忠清道地域であるが、韓国中部には緯度の関係で慶尚北道北部も含まれる。

## 『経国大典』による道内地方区分

### 牧（長官：牧使）
- 忠州牧、清州牧、公州牧、洪州牧

### 郡（長官：郡守）
- 林川郡、丹陽郡、清風郡、泰安郡、韓山郡、舒川郡、沔川郡、天安郡、瑞山郡、槐山郡、沃川郡、温陽郡

### 県（長官：県令）
- 文義県

### 県（長官：県監）
- 鴻山県、堤川県、徳山県、平澤県、稷山県、懐仁県、定山県、青陽県、延豊県、陰城県、清安県、恩津県、懐徳県、鎮岑県、連山県、尼山県、大興県、扶余県、石城県、庇仁県、藍浦県、鎮川県、結城県、保寧県、海美県、唐津県、新昌県、礼山県、木川県、全義県、燕岐県、永春県、報恩県、永同県、黄澗県、青山県、牙山県

## 出身有名人
- 金允植（政治家・学者）
- 金大建（朝鮮人初の神父）
- 宋時烈（政治家・学者）
- 張承業（画家）
- 朴堧（政治家・音楽家）
- 林慶業（将軍）
- 朴文秀（暗行御史の代名詞である政治家）
- 李之菡（政治家・学者）
- 金正喜（政治家・学者・書家）
- 金玉均（政治家）
- 安堅（画家）
- 成三問（学者）
- 柳寬順 (独立運動家)
- 尹奉吉 (独立運動家)
- 韓龍雲 (僧侶・独立運動家)
- 孫秉熙 (独立運動家)
- 金佐鎭 (将軍・独立運動家)
- 申采浩 (史学者・言論人・独立運動家)
- 金福漢 (独立運動家)
- 李東寧 (大韓民国臨時政府国務総理)